# Куки (какаду)
Куки (30 июня 1933 года — 27 августа 2016 года) — самец какаду инка, проживавший в зоопарке Брукфилда, недалеко от Чикаго (штат Иллинойс). Прожил в неволе 83 года, установив рекорд долгожительства для своего вида.

## Биография
Куки был старейшим жителем Брукфилдского зоопарка. Куки входил в самый первый «коллектив» зоопарка, когда в 1934 году тот только открылся. Возраст Куки на тот момент составлял приблизительно один год.
В 2007 году состояние Куки ухудшилось, ему были прописаны постоянные лекарства и пищевые добавки для лечения остеоартрита и остеопороза — медицинских проблем, которые часто встречаются у стареющих животных и людей.
Администрация зоопарка убрала Куки с выставок в 2009 году, чтобы сохранить его здоровье. Сотрудники заметили, что после этого его аппетит, поведение и общее состояние заметно улучшились. Изредка он появлялся на специальных мероприятиях. Куки умер 27 августа 2016 года в возрасте 83 лет. Мемориал его памяти в родном зоопарке был открыт в сентябре 2017 года.
Куки значительно превысил среднюю продолжительность жизни своего вида. Он был одной из самых долгоживущих птиц в истории и был признан Книгой рекордов Гиннесса самым старым живым попугаем в мире. Считается, что продолжительность жизни породы какаду, к которой относился Куки, в неволе составляет в среднем 40-60 лет.